# Jerzy Śliwiński
Jerzy Lubomir Śliwiński (ur. 25 maja 1908 w Łodzi, zm. 25 stycznia 1969 w Warszawie) – polski aktor teatralny i filmowy oraz reżyser teatralny.

## Życiorys
Urodził się w rodzinie Józefa i Stanisławy z Hodorowiczów. Po ukończeniu szkoły średniej, w 1929 roku zdał eksternistyczny egzamin aktorski ZASP-u. Debiutował w sezonie 1929/1930 na scenie Teatru Miejskiego w Płocku. Następnie grał w Częstochowie, Łodzi (Teatry Miejskie, 1932–1933), Lwowie (Teatr Miejski, 1933–1937) oraz Warszawie (Teatr Narodowy, Teatr Nowy, 1937–1939). Grając, do 1939 roku używał przeważnie imienia Lubomir.

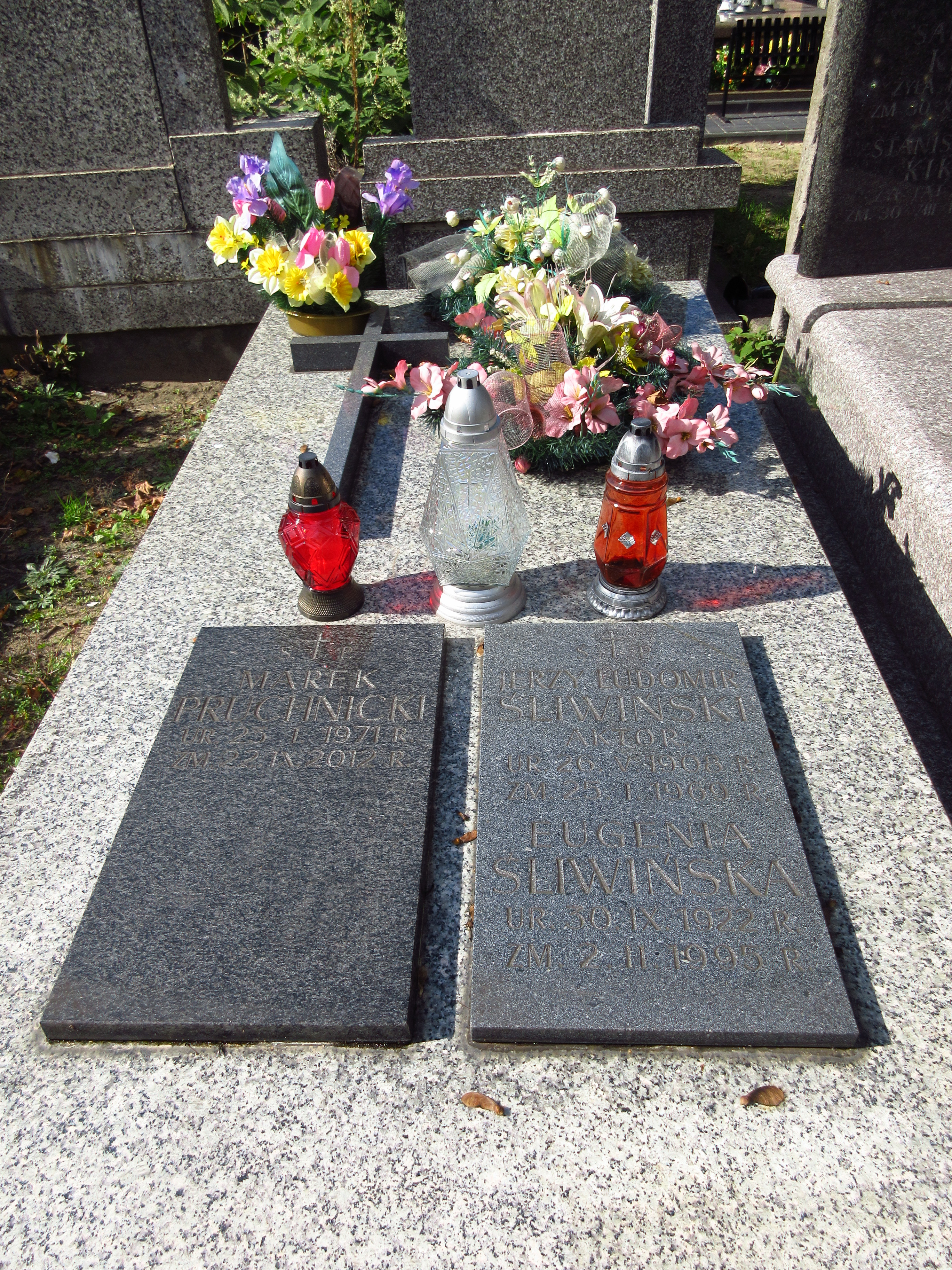
Grób Jerzego Śliwińskiego na cmentarzu Bródnowskim w Warszawie.

Po wybuchu II wojny światowej znalazł się w Grodnie, gdzie do 1941 roku występował w Państwowym Teatrze Polskim BSRR. Po zajęciu miasta przez Niemców przeniósł się do Warszawy, gdzie grał i reżyserował w jawnie działających teatrach: Komedia, Bohema, Miniatury oraz Jar. Za ten epizod zawodowy powojenny ZASP ukarał go grzywną oraz półrocznymi anonimowym występami ("pod trzema gwiazdkami").
Po wojnie występował w Katowicach (Teatr im. Stanisława Wyspiańskiego, 1945), Białymstoku (Teatr Miejski), Szczecinie (Teatr Polski, Teatr Komedia Muzyczna, 1946–1947), Poznaniu (Teatr Nowy, 1947) i Krakowie (Teatr Powszechny, 1947). W latach 1947–1957 występował w Warszawie, na deskach Teatrów: Klasycznego, Nowego (1948–1949), Narodowego (1949–1951) i Ateneum (1952–1957). Dorywczo grywał też w poznańskim Teatrze Komedia Muzyczna. Po 1957 roku wycofał się z pracy aktorskiej, epizodycznie reżyserując (m.in. w 1960 spektakl Hallo Romeo w Teatrze Syrena). Współpracował również Estradą Domu Wojska Polskiego. Wystąpił również w czterech audycjach Teatru Polskiego Radia (1950–1963) oraz jednym spektaklu telewizyjnym Wiersze i songi Brechta w reż. Adama Hanuszkiewicza (1960).
Był żonaty z suflerką Eugenią z Johnów primo voto Czechowicz (1922–1995).
Zmarł w Warszawie, pochowany 31 stycznia 1969 roku na cmentarzu Bródnowskim (kwatera 58I-3-8).

## Filmografia
- Kłamstwo Krystyny (1939) – Janek Marlecki
- Dom na pustkowiu (1949) – Hubert
- Nafta (1961) – kierownik kopalni